# Бантега
Бантега (нід. Bantega) — село в нідерландській провінції Фрисландія. Входить до муніципалітету Фріске-Маррен.
Його площа становить 19,80 км², а населення станом на 2021 рік складало 655 осіб.

## Галерея

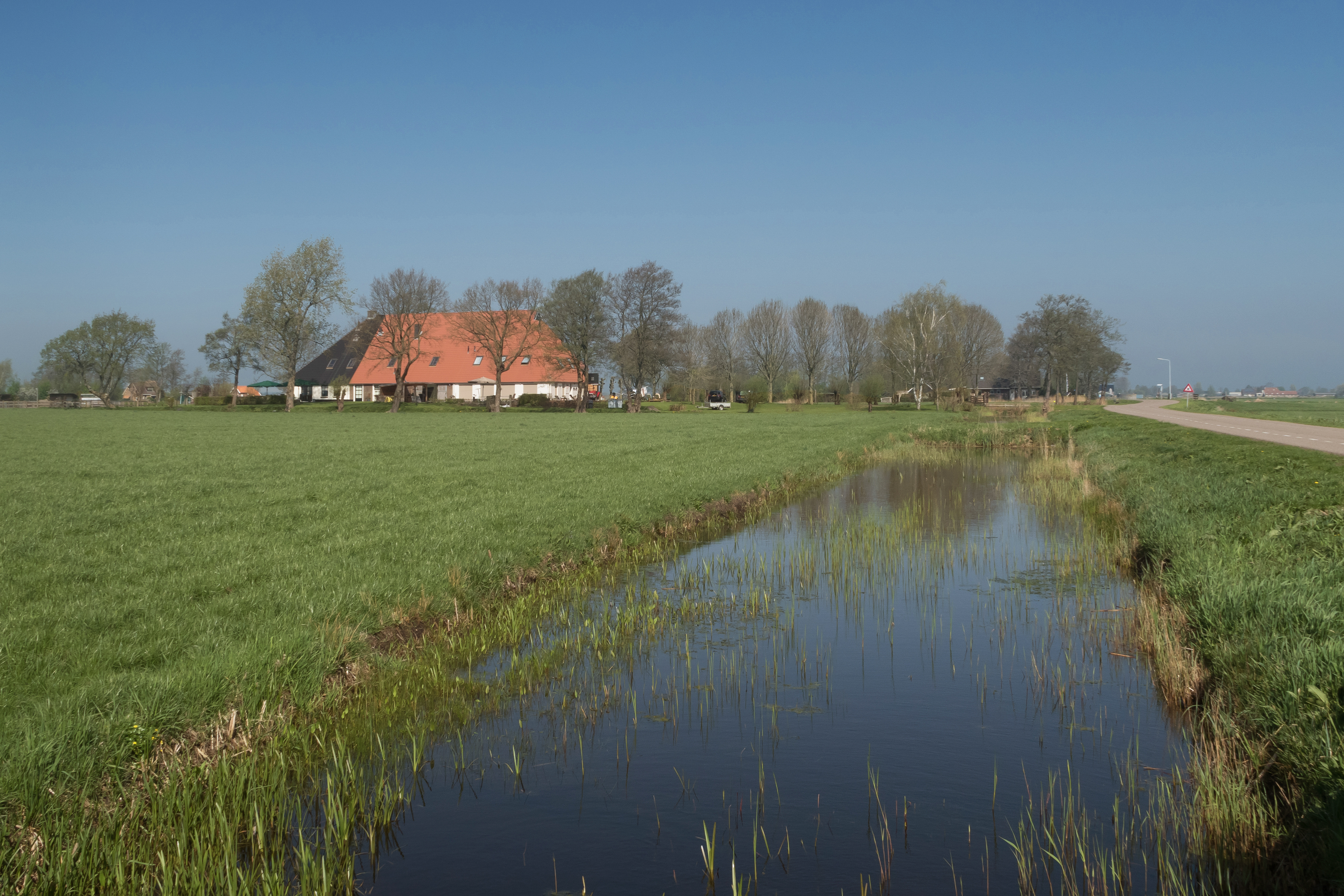
Гостьовий будинок
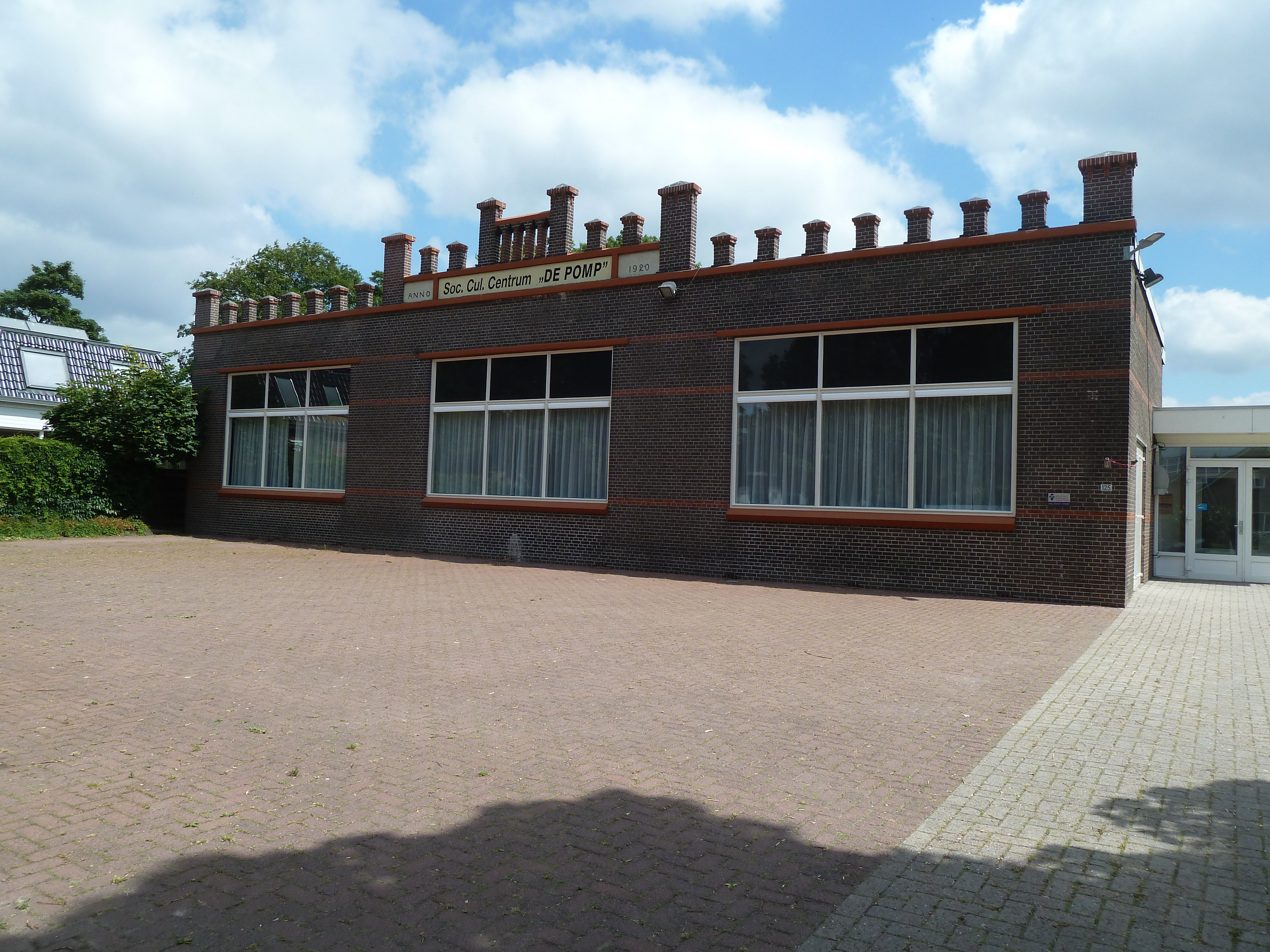
Сільська школа
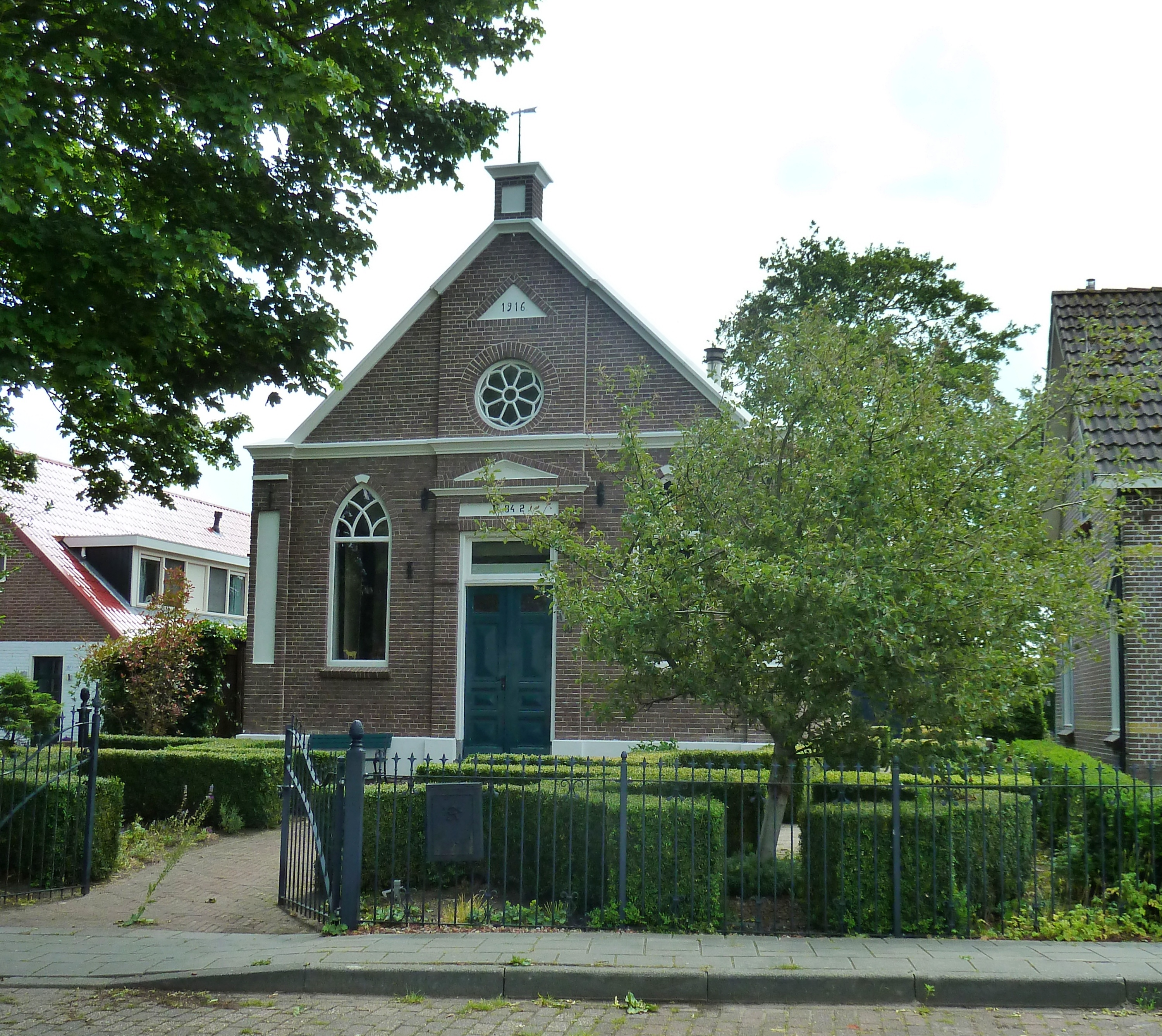
Колишня церква
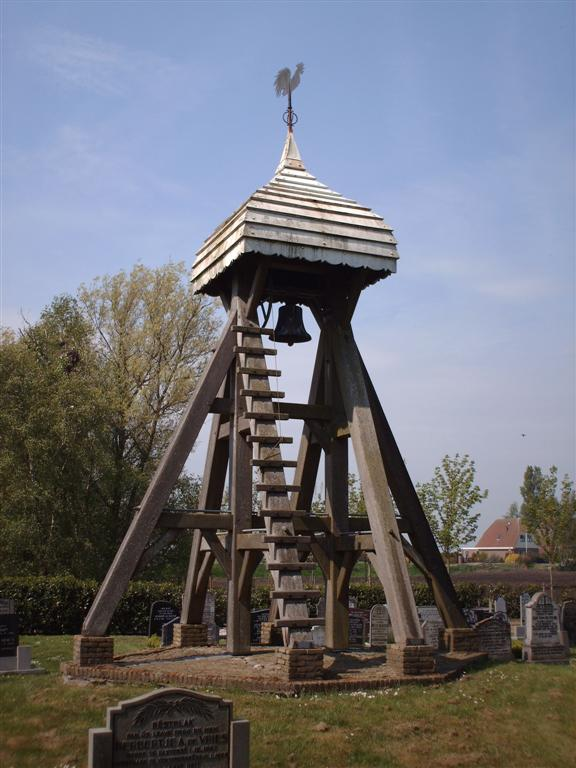
Дзвіниця на цвинтарі